# (3041) Webb
(3041) Webb (1980 GD) – planetoida z grupy pasa głównego asteroid okrążająca Słońce w ciągu 4,16 lat w średniej odległości 2,59 j.a. Odkryta 15 kwietnia 1980 roku.